# Perezinigokalumma foveolata
Perezinigokalumma foveolata är en kvalsterart som först beskrevs av Balogh och Sandór Mahunka 1969.  Perezinigokalumma foveolata ingår i släktet Perezinigokalumma och familjen Parakalummidae. Inga underarter finns listade i Catalogue of Life.